# مارلنه آرنس
مارلنه آرنس (آلمانی: Marlene Ahrens; ۲۷ ژوئیهٔ ۱۹۳۳ – ۱۷ ژوئن ۲۰۲۰) پرتاب‌گر نیزه زن آلمانی‌تبار اهل شیلی بود.